# Fővámház
A Fővámház, más nevén Vámpalota, Fővámpalota a Ferencváros egyik ikonikus műemlékpalotája, amely ma a Budapesti Corvinus Egyetem központi kampuszának ad otthont.

## Története
A főváros pesti oldalán, a Duna bal partján, a Budapesti Műszaki és Gazdaságtudományi Egyetemmel szemben található neoreneszánsz stílusú egykori Fővámpalotát Ybl Miklós tervei alapján építették 1870 nyarától, és 1874. május 1-jén adták át. Az épületet eredetileg nem a mostani helyére tervezték, több helyszín is felmerült a korban, többek között az is, ahol ma az Országház áll. Végül a praktikum győzött, Andrássy Gyula egykori miniszterelnök javaslatára olyan helyre került, ahol hajóval és vasúti vonalon is meg lehetett közelíteni. A magyar gabona igen jelentős hányadát ugyanis vízi úton szállították. Ennek a forgalomnak a kiszolgálására épült a ferencvárosi Duna-parton a Fővámpalota, a Sóház és mellette Basch Gyula és Krajovics Lajos tervei alapján a Közraktárak négy csarnoka, valamint az Elevátor-ház. A Fővámpalota a maga közel egy hektáros alapterületével a vámhivatal, a pesti pénzügyigazgatóság, a központi árüzleti és a bányatermék-igazgatóság számára épült.
A korabeli hírlapcikkek szerint:

„Ez épület legnagyobb részének rendeltetése az leend, hogy a Budapestre tartozó vámhivatalok, s az ezen vámkerületbe tartozó összes, külföldről érkező áruk részére megfelelő helyiségeket tartalmazzon, s csupán a Mészáros utca [ma: Vámház krt.] felé néző, homlokzati rész van más célra kijelölve, amennyiben ott a kir. pénzügyi ügyészség fog elhelyeztetni. A hivatalhelyiségeken és roppant számú, tágas raktárakon kívül (melyek közé az üveggel födött két udvar is számítandó) csupán négy lakásnak jutott hely az óriási épületben. (…) Az Ybl nevéhez kötött bizalmunknál fogva, teljes joggal hisszük állíthatni: hogy az épület, művészeti tekintetben a legkövetelőbb igényeknek is teljes mértékben megfelelend. A modern renaissance derült idomai legnemesebb alakjukban üdvözölnek itt bennünket, azon renaissance-éi, mely e stylnek barock és rokoko név alatt ismeretes fattyúágaitól teljesen különválva, a görög és római antique-ok tanulmányának alapján, hivatva van, korunkat jellemző építészeti styllé fejlődni.
A kétemeletes palotában három belső udvart, közel 290 hivatali helyiséget, több mint 30 konyhát és közel 140 lakószobát alakítottak ki – amit például a külföldről érkező vámügyi szakértők is használtak. (…) A vámolandó árut vasúti szerelvényen szállították az épületbe, ezért a földszintet teljes hosszúságában sínek szelték át, egy 146 méter hosszú (vasúti) vágány révén. Építésekor átlagosan heti 30 szállítmány fogadásával számoltak, a megmérendő árukkal megpakolt vasúti kocsikat húzó mozdony megfordítására Ganz gyártmányú fordítókorongot helyeztek el a palotában. (…) A pincében a kazánház, a mosókonyha és a fáspincék mellett öt nagy raktár kapott helyet, ezekhez négy, zsilippel lezárható alagút is vezetett a Duna felől – melyeket 1941-ben befalaztak. Szintén a folyó felől érkező áruforgalom miatt volt szükség az alsó rakpartra nyíló kapuk kialakítására.
Ybl állandó nehézségekkel küzdött az állandó újabb igények miatt, így az épület folyamatos áttervezésére volt szükség, nem meglepő, hogy az építkezés költsége az előirányzott összeget jóval meghaladta. Az épületbe a Dunáról alagúton át lehetett csónakkal bejutni, ezt a csatornát árvíz idején zsilipelni lehetett. (…) A vasút is bemehetett az épületbe, a mozdony részére forgózsámoly volt beépítve, s az épület és a Duna között egy sínpárat is kiépítettek. Úgy tervezték, hogy a Tábori kórház táján építendő Duna-híd lehetővé teszi majd a budai és pesti indóházak, valamint a Fővámház vasúti összekötését.”

A Duna közelsége okán mintegy 130 centiméteres vastagságú betonalapot kellett készíteni: „a víz elleni teljes biztosítás tekintetéből a legjobb, de természetesen költséges módon eszközöltetett, amennyiben az egész épület egy 4 láb 3 hüvelyk vastag betonrétegre állíttatott. (…) Az épület egyenletes ülepedése és vízmentessége ekképp teljesen biztosítva van.”
A korabeli beszámoló szerint – az akkor még külvárosi területnek számító Sóház téren – felépülő palota a környék fejlődését is nagymértékben elősegítette, hisz a „minden ízében emlékszerű jelleggel bíró óriás épület, ha egyszer készen áll, s ha a közvetlenül eléje tervezett híd is megvalósuland, Pest ez egész részét újjá fogja teremteni. A magánépítkezéseknek már eddig is jótékony lendületet adott a város e részén, s az építkezés haladásával, előreláthatólag, négyzetes arányban fog növekedni.” (A tervezett Ferenc József híd átadására csak 1896-ban került sor.)

## A II. világháború alatt és után
A Fővámpalota egészen a második világháborúig vámházként funkcionált. A mellette található és ma szintén az egyetem részét képező, 1890-ben átadott Sóház a főépületet kiszolgáló irodáknak adott helyet.
A háború utolsó évében az épület igen súlyos sérüléseket szenvedett. Erős falazata és a Ferenc József híd melletti elhelyezkedése miatt mind a német, mind pedig a szovjet katonák fontos támpontnak használták. Az épület köré légvédelmi és harckocsi-elhárító lövegeket telepítettek. Az összecsapások következtében három hétig égett a kőépület, és olyan súlyosan megsérült, hogy szinte csak a főfalak maradtak épen.
Az újjáépítés szinte reménytelennek látszott, volt olyan vélemény is, hogy belekezdeni sem érdemes. A rekonstrukciót 1946-1947 között kezdték el. Az épületet – leginkább a belsejét – Halászy Jenő építészmérnök tervei alapján jelentősen átalakították. Ez tette lehetővé, hogy az akkor már működő Magyar Közgazdaságtudományi Egyetem oda helyezze át a székhelyét. 1948-ban eldőlt, hogy az épület fog otthont adni az akkor önállóvá vált Magyar Közgazdaságtudományi Egyetemnek, amely az 1950/51. tanévben vehette birtokba új központi épületét. Ezt követően létesült 1952-ben a pinceszinten található egyetemi menza. 1953-ban felvonókat szereltek be, 1957-ben a földszinten laboratóriumot, 1963-ban pedig számítóközpontot, amelyet 1970-ben Makk Károly tervei szerint átalakították moziteremmé.
A 170 méter hosszú és 56 méter széles palota négy (3 fő és 1 hátsó) homlokzatát összesen 22 alkotás díszíti, Sommer Ágost allegorikus szobrai. „A három udvarból négy nagy előadótermet és egy háromezer személy befogadására alkalmas, üvegtetős aulát alakítottak ki – a percek alatt függönnyel besötétíthető tetőnek köszönhetően az aula kiváló volt filmvetítésekre is. Az 500 fős előadótermek mellett 10 darab száz személyes tanterem, 35 szemináriumterem, tornaterem és könyvtár várta a diákokat. (…) A zsibongóban büfé, az alagsorban napi kétszeri menü biztosította a diákok étkezését – mellette tekepálya és céllövőterem szolgálta a kikapcsolódást.”
A főépület utolsó rekonstrukciójára a rendszerváltás idején, 1989-1990 között került sor: jelentős mértékben korszerűsítették az épületet, sokat visszaállítottak az eredeti architektúrából. A díszudvar térhatása visszakapta eredeti formáját, kibontották az elfalazott öntöttvas oszlopokat - amelyeken ma is olvasható németül, hogy a Ganz-gyár készítette -, a homlokzatot megtisztították, a tetőteret pedig beépítették.